# Lista de álbuns brasileiros de rap lançados em 2012
Esta é uma lista de álbuns brasileiros de rap, lançados em 2012.
Além de álbuns, podemos perceber também o lançamento de dois outros tipos de trabalhos por artistas brasileiros de rap. O cantor Projota lançou em 16 de agosto o seu primeiro trabalho videográfico, intitulado Realizando Sonhos, resultante de um show gravado no Master Hall em Curitiba, Paraná, em novembro de 2011. Já o rapper Carlos Eduardo Taddeo, vocalista do grupo Facção Central, estreou na sua carreira como escritor lançando o livro A Guerra Não Declarada na Visão de um Favelado, o qual vinha escrevendo desde 2006 e contém 676 páginas. Abaixo, constam os álbuns lançados no ano de 2012 por artistas brasileiros, com a notoriedade comprovada, que tiveram o gênero rap como o principal em seu trabalho.

## Lista
| Data           | Artista            | Álbum                        | Faixas | Gravadora         | Produtor principal       | Notas | Ref.   |
| -------------- | ------------------ | ---------------------------- | ------ | ----------------- | ------------------------ | --- | ------ |
| 1 de março     | DJ Caíque          | Retrato                      | 13     | 3Fs               | DJ Caíque                | Contém duas faixas bônus, além de participações de Projota, Phillipe, Rashid, Lenda e Terra Preta. | [ 3 ]  |
| 21 de março    | Rashid             | Que Assim Seja               | 20     | 3Fs               | Vários                   | Contém participações de Projota, DJ Caíque, Terceira Safra e Flora Matos. | [ 4 ]  |
| 22 de março    | Terra Preta        | O Romance e a Melodia da Rua | 9      | Quebrando Records | Hand Beats               | Utilizou também do gênero musical R&B. Contém participações de Sequelle, Don L e Big. | [ 5 ]  |
| 25 de março    | Artigo             | Libertação                   | 18     | Independente      | Diego Coelho             | O disco estava para ser lançado em 2011, porém Artigo sofreu um acidente e foi incapacitado de gravar por um tempo; assim, adicionou novas músicas ao CD. Contém participações de Projota, Rashid, Terceira Safra e André Maini.            | [ 6 ]  |
| 7 de maio      | Gutierrez          | Coletânea Gutierrez          | 12     | Um Só Caminho     | Vários                   | Reúne as principais músicas do artista lançadas entre 2004 e 2012 e foi disponibilizada gratuitamente para download. | [ 7 ]  |
| 30 de junho    | Kamau              | Entre                        | 14     | Plano Áudio       | Vários                   | Contém as participações de Tulipa Ruiz, Di Ferrero (NX Zero) e Paola Evangelista. | [ 8 ]  |
| 17 de julho    | MV Bill            | Retrato                      | 15     | Chapa Preta       | DJ Luciano e André Laudz | Foi uma coletânea dos maiores sucessos de seus outros quatro álbuns, com alguns remixes. | [ 9 ]  |
| 7 de agosto    | Nocivo Shomon      | Guerreiro Sagaz              | 8      | Independente      | Nocivo Shomon            | Foi lançado no formato EP e disponibilizado gratuitamente para download na internet. | [ 10 ] |
| 7 de setembro  | Shaw               | Orquestra Simbólica          | 20     | NE Records        | Vários                   | Foi o primeiro álbum desde a mudança do nome do rapper de "Shawlin" para "Shaw". Antes do disco ser lançado oficialmente, ele divulgou um mini-álbum com 9 das 20 canções do CD em abril. Contém participações de Black Alien e Juju Gomes. | [ 12 ] |
| 13 de setembro | Terra Preta        | Homem Figa, Vol. I           | 10     | Quebrando Records | StereoDubs               | Contém participações de Rincon Sapiência e Júnior Dread. | [ 13 ] |
| 27 de setembro | Funkero            | Em Carne Viva                | 13     | Independente      | Vários                   | Utilizou também o gênero musical funk carioca e foi disponibilizado gratuitamente para download na internet. Contém participações de Shaw, Ogi e Chino (Oriente).                                                                           | [ 14 ] |
| 27 de outubro  | Terceira Safra     | Seja o que Você Quiser       | 17     | 3Fs               | DJ Caíque                | Lançado no formato mixtape. Contém participações de DJ Caíque, Rashid, Kamau, Terra Preta, MC Marechal e Projota. | [ 15 ] |
| 28 de outubro  | Pentágono          | Manhã                        | 10     | Time do Loko      | DJ Kiko                  | Foi o primeiro álbum sem a presença de Rael da Rima. Contém participações de Projota, Maomé (ConeCrewDiretoria) e Lívia Cruz. | [ 16 ] |
| 13 de novembro | Flow MC            | SensaFLOWnal                 | 16     | Casa1             | Vários                   | Lançada no formato mixtape. Contém participações de Rashid, Terceira Safra, Emicida e Shaw. | [ 17 ] |
| 12 de dezembro | Max B.O.           | Antes que o Mundo Acabe      | 7      | Patchols Família  | Green Alien              | Foi lançado no dia 12 de dezembro de 2012 às 12:12 h. Contém participações de Rashid, Terra Preta, Xis e outros. | [ 18 ] |
| 14 de dezembro | Gabriel o Pensador | Sem Crise                    | 15     | Sony BMG          | DJ Deeplick              | Utilizou também de outros gêneros no álbum, principalmente da música eletrônica. Contém participações de Rogério Flausino, ConeCrewDiretoria, AfroReggae, Carlinhos Brown, Jorge Ben Jor e Nando Reis.                                      | [ 19 ] |
| 20 de dezembro | Filipe Ret         | Vivaz                        | 10     | Tudubom Records   | Mãoli                    | Contém participação de Funkero, Shadow e Nocivo Shomon. Foi disponibilizado para download gratuito limitado. | [ 20 ] |
| 21 de dezembro | 3030               | Quinta Dimensão              | 14     | Independente      | Luan LK                  | Contém participações de Ari (ConeCrewDiretoria), Filipe Ret e Start; foi disponbilizado gratuitamente para download na internet. | [ 21 ] |